# Maksymilian Berezowski

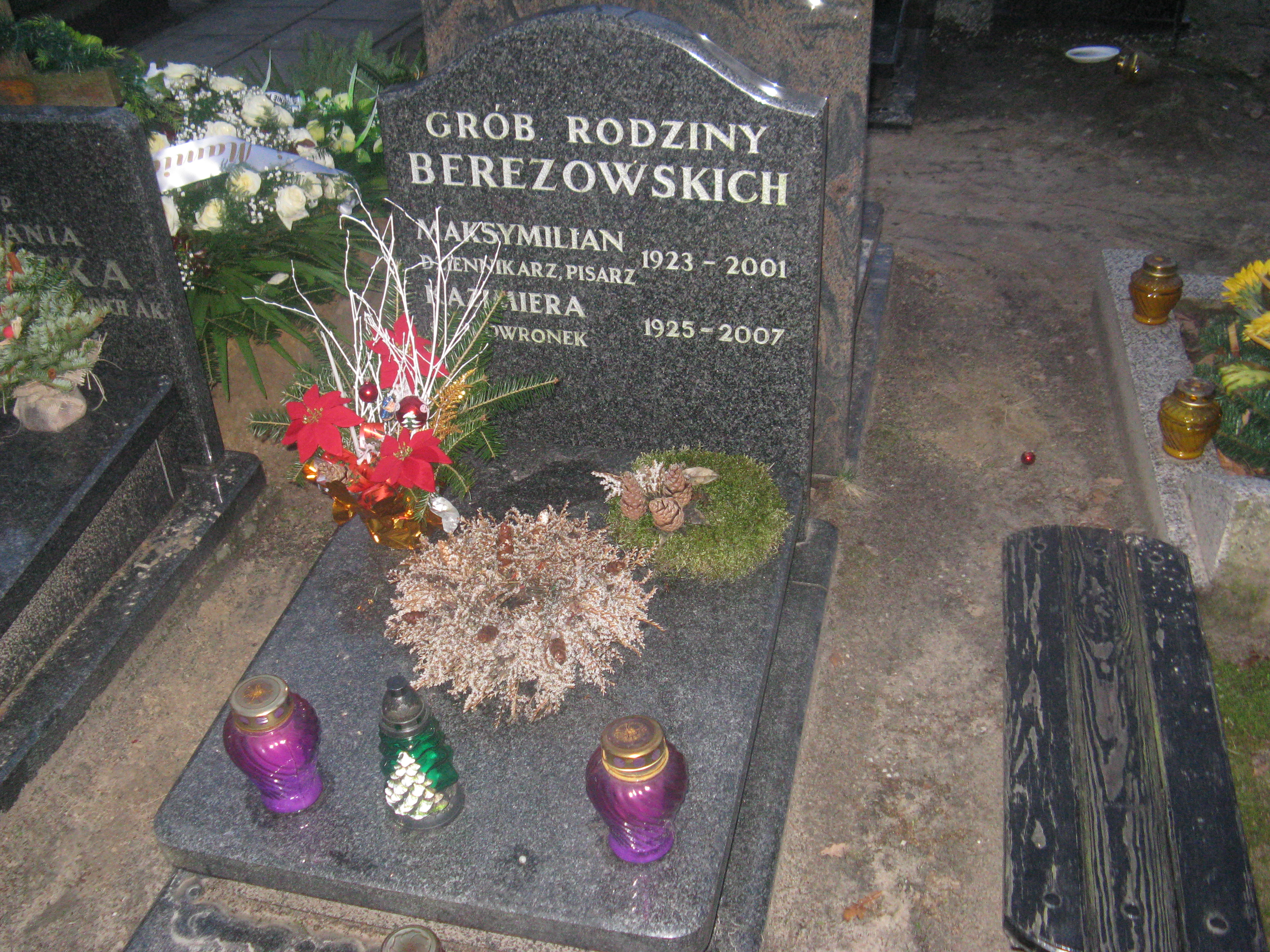
Grób Maksymiliana Berezowskiego na Cmentarzu Wojskowym na Powązkach

Maksymilian Berezowski (ur. 14 maja 1923 w Wilnie, zm. 30 lipca 2001 w Sopocie) – polski publicysta, felietonista i dziennikarz.
Major Wojska Polskiego, absolwent moskiewskiej Akademii Wojskowej im. Frunzego, pisarz. Pracował jako dziennikarz specjalizujący się w stosunkach międzynarodowych i polityce zagranicznej. Jako korespondent pisał do „Trybuny Ludu", m.in. na Bliskim Wschodzie, w Indonezji, Anglii i Stanach Zjednoczonych. Był stałym korespondentem akredytowanym przy Białym Domu w Waszyngtonie.
W 1984 Stefan Kisielewski umieścił go na tak zwanej „liście Kisiela". Pochowany na Cmentarzu Wojskowym na Powązkach w Warszawie (kwatera E-9-15). 

## Twórczość
- Tysiąc i druga noc (1958)
- Lordowie i heretycy (1965)
- Śmierć senatora (1972)
- Kariera Richarda Nixona (1976)
- Trzy Kobiety I Prezydent (1976)
- Bóg kocha Amerykę (1978)
- Moralitet z amerykańskim aniołem (1981)
- Czas Reagana (1982) ISBN 83-05-11151-2
- Koniecznie skandal (1982) ISBN 83-05-11116-4
- Ameryka pięknych snów (1989) ISBN 83-05-12220-4
- Koniec epoki: wywiady Maksymiliana Berezowskiego (1991) ISBN 83-85299-10-6
- Seks, łzy i polityka (1992) ISBN 978-83-7066-450-3
- Ostatni imperator: cesarz, który był bogiem (1991) ISBN 83-85299-01-7
- Ameryka: nowy leksykon (1998) ISBN 83-86882-21-2
- Krótka encyklopedia USA (2001) ISBN 83-7151-427-1